# Partido del Movimiento Popular Malasio
El Partido del Movimiento Popular Malasio (en malayo: Parti Gerakan Rakyat Malaysia) abreviado comúnmente como GERAKAN y menos comúnmente como PGRM, es un partido político malasio. El partido fue fundado el 24 de marzo de 1968 y formó parte de la coalición Barisan Nasional entre 1973 y 2018.
Durante su formación, el GERAKAN fue un partido de oposición no afiliado a la coalición gobernante nacional, el Partido de la Alianza, el predecesor del Barisan Nasional. Después de las elecciones federales de 1969, el GERAKAN ganó la mayoría de los escaños en la legislatura estatal de Penang. Sin embargo, en 1972 el GERAKAN se unió al Partido de la Alianza, que más tarde se convirtió en la coalición llamada Barisan Nasional, donde permanece hasta el día de hoy. Gobernaría Penang hasta 2008, cuando el estado pasó a la oposición en medio de un declive electoral del GERAKAN, y del Barisan Nasional en su conjunto. Varios de sus líderes desertarían al Pakatan Rakyat (coalición opositora) para obtener ministerios en los gobiernos estatales de Penang y Selangor.
A partir de 2006, alrededor del 80% de los miembros de GERAKAN son de origen chino, otro 15% son indios y el resto son malayos o de otras razas. El partido cuenta con la asistencia de un grupo de expertos afiliado llamado Instituto SEDAR (Instituto de Investigación y Desarrollo Socioeconómico) y es miembro del Consejo de Liberales y Demócratas de Asia.

## Resultados electorales
|  | 7.46 % |

|  | 4.36 % |

|  | 2.83 % |

|  | 3.61 % |

|  | 3.15 % |

|  | 2.41 % |

|  | 3.88 % |

|  | 3.22 % |

|  | 3.69 % |

|  | 2.27 % |

|  | 1.73 % |

|  | 1.07 % |